# 委內瑞拉獨立戰爭
委内瑞拉独立战争（西班牙語： Guerra de Independencia de Venezuela, 1810–1823) 是19世纪初期西班牙美洲獨立戰爭的一部分，当时西班牙本土受到拿破崙戰爭波及，拉丁美洲獨立分子趁機尋求擺脫西班牙帝國的統治。
1810年4月19日，加拉加斯最高議會成立，這標誌著委內瑞拉獨立戰爭爆發。1811年7月5日，委内瑞拉独立宣言發表後，委内瑞拉总督府十个省中的七个省宣布独立。受1812年加拉加斯地震以及1812年维多利亚战役影響，委内瑞拉第一共和国于1812年覆滅。西蒙·玻利瓦尔隨即發動令人钦佩的戰役並於1813年成立委内瑞拉第二共和国，但委內瑞拉第二共和國很快就覆滅，而且西班牙又重新征服新格拉納達。1819-20年玻利瓦尔解放新格拉纳达运动爆發後，委内瑞拉再次從西班牙帝國獨立，不過當時委內瑞拉是新獨立的大哥倫比亞的一部分。
1819年12月17日，大哥伦比亚宣佈独立。兩年後1821年大哥倫比亞憲法頒布。當時委内瑞拉、哥伦比亚、巴拿马和厄瓜多尔都是大哥倫比亞的一部分，1830年，大哥倫比亞解體，委内瑞拉成为一个主权国家。